# Requiem Canticles
Requiem Canticles és un rèquiem, obra d'Ígor Stravinski de l'any 1966.
El 1966, Stravinski ja tenia 84 anys i sentia que es morira aviat –Stravinski es va morir al cap de 5 anys, el 1971–. El tòpic de la mort el va portar a escriure obres com Introitus in memoriam T. S. Eliot (1965), per al poeta estatunidenc T. S. Eliot, i el mateix Requiem canticles (1966), que va dedicar a Helen Buchanan Seeger.
L’obra va ser un encàrrec per part de la Universitat de Princeton quan va morir Helen B. Seeger, la impulsora del Departament de Música d’aquesta. Es va estrenar el 8 d’octubre de 1966 a la Universitat, sota la direcció de Robert Craft. Craft va ser l’administrador de l’herència d’Stravinski i també el director de les seves estrenes a partir de 1963 amb El Diluvi.

## Estructura
Requiem canticles (1966) és una obra d’uns 15 minuts de durada per a cor mixt (SATB), vent, timbales, xilòfon, vibràfon, platets, arpa, celesta, piano i cordes. Stravinski prescindeix de les parts de l'ordinari de missa convencional com serien el Kyrie, el Gloria o el Credo, i divideix l’obra en nou parts: Prelude, Exaudi, Dies Irae, Tuba Mirum, Interlude, Rex Tremendae, Lacrimosa, Libera Me, Postlude. Els diferents instruments es van combinant i fan intervencions puntuals en una obra on el textos són una selecció personal del compositor. Stravinski juga amb la polimetria, la bitonalitat, la tonalitat lliure, el dodecafonisme i també amb l’aleatorietat.
| Prelude       | Fragment únicament instrumental, on hi apareix la secció de cordes amb 2 violins i una viola solistes. |
| Exaudi        | En aquest passatge hi intervé l’arpa en primer lloc, seguida de les flautes (3 flautes i 1 flauta contralt), la secció de cordes, els dos fagots, la trompa, i el cor SATB, que interpreta el text següent: Exaudi orationem meam, ad te omnis caro veniet. [Escolta la meva pregària, tota carn vindrà a tu.] |
| Dies Irae     | En el fragment apareixen el piano i les timbales, la secció de cordes, el cor (SATB), 4 trompes amb sordina, 2 trompetes, 2 trombons tenors, les flautes (3 flautes i 1 flauta contralt) i el xilòfon. Algunes vegades, Stravinski musica el text per al cor i d'altres vegades proposa que sigui recitat amb ritme. En aquesta part Stravinski inclou les dues primeres estrofes del Dies irae. Dies irae, dies illa, Solvet saeclum in favilla, Teste David cum Sibylla. Quantus tremor est futurus, Quando iudex est venturus, Cuncta stricte discussurus! [Un dia d'ira serà el dia en què el món serà reduït a cendra, tal com anunciaren David i la Sibil·la. Quin espant no es produirà, quan el jutge vindrà a aclarir-ho tot estrictament.] |
| Tuba Mirum    | En el passatge hi intervenen les dues trompetes, el trombó tenor, els dos fragots i un baix solista que canta la continuació del text del Dies irae. Tuba mirum spargens sonum Per sepulchra regionum Coget omnes ante thronum. [La trompeta, escampant un so admirable entre els sepulcres de tots els països, reunirà tothom davant el tron.] |
| Interlude     | Aquest passatge és un interludi, tal com escriu el compositor, on hi només hi apareixen alguns instruments: les flautes (3 flautes i 1 flauta contralt), les 4 trompes ara sense sordina, les timbales i els 2 fagots. |
| Rex Tremendae | En aquesta part torna a aparèixer el cor acompanyat del trombó tenor, una trompeta, les 3 flautes (sense la flauta contralt) i la secció de cordes (només amb viola, violoncel i contrabaix). El text del fragment apareix a continuació: Rex tremendæ majestatis, qui salvandos salvas gratis, salva me, fons pietatis. [Rei de tremenda majestat que salves de grat els qui cal salvar, salva'm, font de pietat.] |
| Lacrimosa     | El passatge és protagonitzat per una contralt solista, que està acompanyada per les flautes (2 flautes, 1 piccolo i 1 flauta contralt), l’arpa, 2 trombons tenor, 1 trombó baix, la secció de cordes i 2 contrabaixos solistes. El text correspon al final del Dies irae: Lacrimosa dies illa, Qua resurget ex favilla Judicandus homo reus. Huic ergo parce, Deus. Pie Jesu Domine, dona eis requiem. Amen. [Dia de llàgrimes serà aquell en què ressuscitarà de la pols l'home reu per a ser jutjat. A ell, doncs, perdoneu-lo, oh Déu. Pietós Jesús, Senyor, Concediu-los el repòs. Amén.] |
| Libera Me     | En el penúltim fragment hi intervé tot el cor recitant el text mentre hi ha 4 solistes de cada corda (una soprano, una contralt, un tenor i un baix) que fan una teixit harmònic completament homofònic. Les 4 trompes amb sordina creen la massa sonora del moviment. Libera me, Domine, de morte aeterna, in die illa tremenda: Quando coeli movendi sunt et terra: Dum veneris judicare saeculum per ignem. Tremens factus sum ego, et timeo, dum discussio venerit, atque ventura ira. Dies illa, dies irae, calamitatis et miseriae, dies magna et amara valde. [Allibereu-me, Senyor, de la mort eterna, en aquell dia horrible: quan el cel i la terra s’agitin: quan vingueu a jutjar el món amb foc. Estic tremolant, i tinc por, quan vindrà la prova i vindrà la ira. Aquell dia, un dia de ira, calamitat i misèria, un dia gran i molt amarg.] Stravinski escull aquest text, el Libera me, per acabar l’obra tal com va fer Verdi en la seva Missa da Requiem el 1877. |
| Postlude      | L’obra acaba amb aquest fragment que, de la mateixa manera que passa al principi, és instrumental. Hi apareixen les flautes (2 flautes, 1 piccolo, 1 flauta contralt), el piano, l’arpa, la celesta, una campana, un vibràfon i una trompa sense sordina. |

El 1968, Stravinski va començar a compondre un preludi instrumental addicional en memòria de Martin Luther King però va haver de deixar-ho estar. «Només podia compondre espiritualment», deia Robert Craft.
Els Requiem Canticles es van convertir en el rèquiem del propi compositor quan es va fer el funeral a la Basílica de Sant Joan i Sant Pau de Venècia, abans que fos enterrat al cementiri de San Michele.
George Balanchine va fer una coreografia sobre l’obra en una cerimònia que se celebrava en honor a Martin Luther King. Dos anys després, Jerome Robbins va idear una nova coreografia per al New York City Ballet que es va estrenar el 25 de juny de 1972 per a l’ocasió de l’aniversari pòstum d’Stravinski –que es va morir el 6 d’abril de 1971–.